# Pedro Berro
Pedro Francisco Berro (Uztárroz, Navarra, España, 1767 – Montevideo, Uruguay, 1845) fue un empresario y político, constituyente de Uruguay en 1830. Fue el padre de Bernardo Prudencio Berro, quien fue presidente de la República Oriental del Uruguay. 

## Biografía
Radicado en Montevideo (Virreinato del Río de la Plata) en 1790, fundó su empresa de almacenes navieros, asociándose con su concuñado Pedro José de Errazquin, llegando a ser una de las más prósperas de su tiempo. Después de casado con Juana Larrañaga, pasó largos períodos con su cuñado Dámaso Antonio Larrañaga en su chacra de Manga. La influencia del presbítero Dámaso Antonio Larrañaga sobre su hijo Bernardo sería decisiva. Fue luego de su segundo voto al Cabildo de Montevideo y contribuyó activamente a la expedición reconquistadora de Buenos Aires cuando las invasiones inglesas. 
Al igual que Errazquin, formó parte de la Junta de Montevideo de 1808. Retirado a la chacra de Manga durante la Revolución Oriental, en 1823 se sumó al Cabildo Revolucionario como alcalde de segundo voto y se inclinó decididamente después de 1825. En 1827 fue hecho miembro de la Sala de Representantes y en 1829 integró la Asamblea General Constituyente y Legislativa. En 1835 presidió la Junta Económico Administrativa de Montevideo.
- Datos: Q11698527